# Lloyd F. Bitzer
Lloyd Bitzer, född 1931 i Wapakoneta, Ohio, död 13 oktober 2016, Verona, Wisconsin, var en amerikansk retoriker. Han tog sin doktorsexamen vid University of Iowa 1962 och var professor i Communication Arts vid University of Wisconsin-Madison, fram till sin pensionering 1994.  Marilyn Young har karakteriserat honom som "en av de mest respekterade retorikerna under andra hälften av 1900-talet." 

## Akademisk verksamhet

### Nytolkning av entymemet
Bitzer har gett flera betydande bidrag till retorikens utveckling. Ett är hans nytolkning av det aristoteliska entymemet.   Bitzer argumenterar för att det som först och främst karakteriserar entymemet är att det konstrueras av talare och åhörare tillsammans, "the jonit construction of speaker and audience". Detta skapar självövertygelse genom att ”mottagaren erbjuds friheten att själv dra slutsatserna och till att själv komma fram till lösningen.”   Till skillnad från den som försöker övertala genom att ensidigt tala om vad mottagaren ska tycka. 

### Den retoriska situationen
Bitzer är dock mest berömd för sin essä om den retoriska situationen ”The Rhetorical situation” publicerad 1968.   I artikeln hävdar han att “Retorik är en respons på en situation, på samma sätt som ett svar är en respons på en fråga. Poängen är att en talare inte helt fritt kan hitta på ett innehåll till sitt tal; hon måste tänka igenom situationen hon ska tala i; vilka krav finns – ställer situationen – vad förväntar sig mina åhörare att jag ska säga” 
I essän introducerar han därför en teoretisk modell där den retoriska situation byggs upp av tre delar: ett påträngande problem som medför ett krav att agera (Exigence), den retoriska publiken (Audience) och de begränsande omständigheterna (Constraints).
Det påträngande problemet (Exigence)
Kravet att agera uppstår enligt Bitzer när en situation har brister, utmaningar eller problem ” som kräver att någon reagerar, tar ordet eller på annat sätt försöker förändra situationen till det bättre”.  
Den retoriska publiken (Audience)
För att det ska vara en retorisk situation i Bitzers mening, krävs därför också en publik som kan genomföra förändringen. Kjeldsen ger ett exempel. Om en person ser att en döv vän en bit bort riskerar att ramla ned i ett hål, och det finns en kvinna i närheten, kan personen ropa till henne och försöka få henne att hindra honom. Kvinnan blir alltså publiken som personen måste övertyga att agera.  
De begränsande omständigheterna (Constraints)
Förutom krav och publik, innehåller varje retorisk situation en uppsättning begränsningar. Det kan handla om ”personer, händelser, föremål och relationer" som kan förhindra publiken att agera på det sätt som situationen kräver. Talarens personliga karaktär, hans logiska bevis och hans stil kan också sätta sådana begräsningar. 
I två senare essäer ”Rhetoric and Public Knowledge” (1978) och “Functional Communication A situation Approach (1980) har Bitzer vidareutvecklat teorin om den retoriska situationen och också adresserat den kritik som riktades mot den ursprungliga essän. 

#### Andra viktiga bidrag
Bitzer skrev en kritisk introduktion till George Campells The Philosophy of Rhetoric 1963. James A. Herrick hävdar att Bitzer är den ledande auktoriteten på Campell. Bitzer skrev också en bok om presidentdebatterna mellan Gerald Ford och Jimmy Carter inför det amerikanska presidentvalet1976.